# Rentier state
Nelle scienze politiche e nelle relazioni internazionali un rentier state (traducibile in italiano come stato redditiere) è uno stato che trae tutto o una porzione sostanziale del proprio reddito nazionale dalla rendita assicurata dalla vendita delle risorse indigene a clienti esterni. Nella maggior parte dei casi il termine è applicato agli stati ricchi di preziose risorse naturali come il petrolio, tuttavia può essere utilizzato anche per quelle nazioni che commerciano le proprie risorse strategiche (ad esempio permettendo l'installazione di un'importante base militare nel proprio territorio).
Un redditiere (in inglese: rentier) è un soggetto che dipende dalle entrate derivanti da rendite, le quali, a loro volta, sono definite come "la remunerazione per il possesso delle risorse naturali" o come "il reddito derivante dai doni della natura".

## Analisi
Dipendenti come sono da questa fonte di reddito, i rentier state possono generare rendite esternamente, mediante la manipolazione dell'ambiente politico ed economico globale. Tali manipolazioni possono comprendere monopoli, restrizioni commerciali e la sollecitazione di sussidi o assistenza in cambio di influenza politica.
Hazem Beblawi ha proposto quattro caratteristiche che determinano l'identificazione di uno Stato come rentier state:
1. le situazioni di rendita sono predominanti
2. l'economia è dipendente da una sostanziale rendita esterna – e quindi non richiede un forte settore produttivo interno
3. solamente una piccola parte della popolazione lavorativa è coinvolta di fatto nella generazione della rendita
4. e, forse la più importante, il governo dello Stato è il principale beneficiario della rendita esterna.[1]

L'emergere dei nuovi stati petroliferi e la loro crescente importanza nel commercio mondiale negli anni settanta portò un rinnovato interesse nel pensiero sulle economie di rendita nelle sopramenzionate discipline delle scienze politiche e delle relazioni internazionali. Tra gli esempi di rentier state, rientrano i paesi produttori di petrolio presenti sia nella regione del Medio Oriente, tra cui Arabia Saudita, Emirati Arabi Uniti, Iraq, Iran, Kuwait e Qatar, sia il Venezuela in America Latina e la Libia nel Nordafrica, i quali sono tutti membri dell'OPEC. La teoria del rentier state è stata una delle molte avanzate per spiegare la predominanza di regimi autoritaristi nel Medio Oriente e l'apparente insuccesso della democrazia nella regione. Mentre molti stati esportano le risorse o rilasciano concessioni per il loro sfruttamento a soggetti stranieri, i rentier state sono caratterizzati dall'assenza relativa di entrate generate dall'imposizione fiscale interna, poiché la loro ricchezza di origine naturale preclude la necessità di prelevare reddito dalla propria cittadinanza. Secondo Douglas Yates, il comportamento economico di un rentier state
Hazem Beblawi ha argomentato che ciò può creare una sorta di "mentalità da redditiere", mentre lo studioso di scienze politiche Fareed Zakaria ha postulato che tali stati non riescono a svilupparsi politicamente perché, in assenza di imposizione fiscale, i cittadini hanno minori incentivi ad esercitare pressioni sul governo affinché diventi sensibile ai loro fabbisogni. Invece il governo essenzialmente "corrompe" la cittadinanza con ampi programmi di welfare, diventando uno stato allocativo o distributivo. Il bilancio, in effetti, è poco più che programmi di spesa pubblica. Inoltre, a causa del fatto che il controllo delle risorse che generano la rendita è concentrato nelle mani delle autorità, può essere utilizzato alternativamente per reprimere o cooptare la popolazione, mentre la distinzione tra servizi pubblici e interessi privati diventa sempre più sfocata. Secondo Noah Feldman non c'è
Di conseguenza in questi rentier state ricchi di risorse è una sfida lo sviluppo di una società civile e della democratizzazione. Per questo, i teorici come Beblawi concludono che la natura dei rentier state fornisce una particolare spiegazione alla presenza di regimi autoritari in tali stati ricchi di risorse naturali.
Beblawi identifica diverse altre caratteristiche particolarmente associate con i rentier state petroliferi. Ad esempio, dove il governo è il datore di lavoro più grande e definitivo, la burocrazia è frequentemente eccessiva e inefficiente – arrivando davvero ad assomigliare a una "classe redditiera" nella società. Inoltre le leggi locali rendono spesso impossibile operare in modo indipendente alle compagnie straniere. Ciò porta a una situazione in cui la cittadinanza diventa un'attività finanziaria. Al fine di fare affari, le imprese straniere ingaggiano uno "sponsor" (in arabo: al-kafil) locale che permetta alla compagnia di commerciare in suo nome in cambio di una parte dei profitti – il che rappresenta un altro tipo di rendita. In aggiunta, la rendita petrolifera conduce a rendite secondarie, tipicamente consistenti in speculazioni sul mercato azionario o immobiliare.
La natura cruciale del petrolio ha condotto a una situazione in cui gli stati non produttori hanno iniziato a comportarsi come rentier state. Ciò può essere visto per la regione nella sua interezza – cosicché alcuni stati sono stati in grado di sfruttare una "rendita da posizione" a causa della propria collocazione strategica, ad esempio per l'installazione di basi militari. Più significativamente, le relazioni tra gli Stati della regione sono state influenzate dal comportamento degli stati produttori di petrolio che, al fine di assicurare stabilità e tranquillità alla propria rendita, comprano la fedeltà degli stati limitrofi – condividendo, di fatto, la rendita petrolifera. Beblawi evidenzia il caso dell'Egitto, le cui entrate relative ai sostegni finanziari provenienti dai vicini paesi ricchi di petrolio declinarono significativamente dopo gli accordi di Camp David, e tali fondi vennero invece dirottati verso Iraq, Siria e l'OLP, che erano considerati più "assertivi".